# Berry Good
Le Berry Good (베리굿?, Beri gutLR, Peri kutMR) sono state un gruppo musicale sudcoreano, formatosi a Seul nel 2014 e scioltosi nel 2021.

## Storia

### 2014-2015: debutto conLove Lettere cambio di formazione

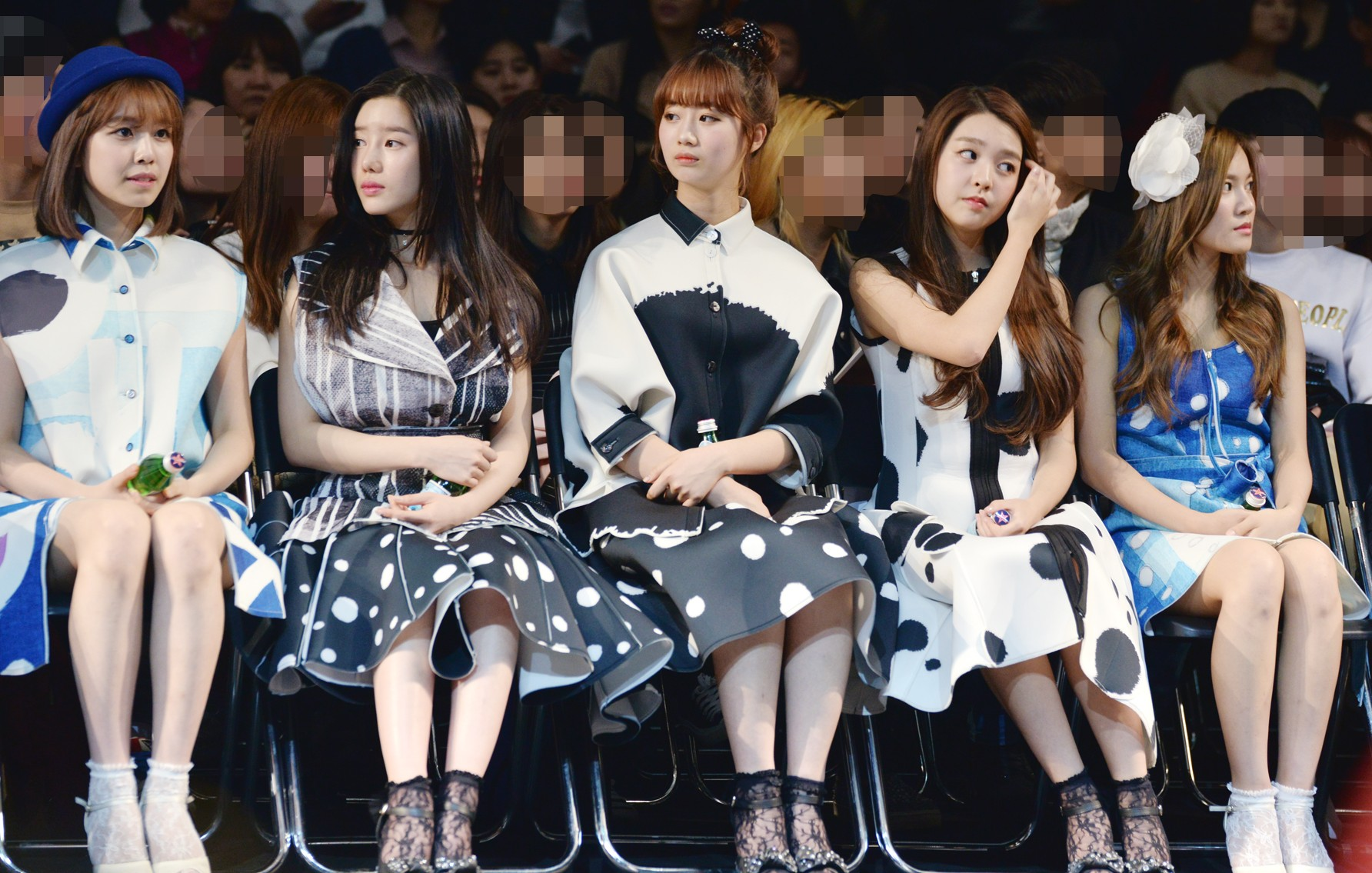
Le Berry Good alla Seoul Fashion Week il 22 marzo 2015.

Le Berry Good debuttano il 21 maggio 2014 caricando online il video di Love Letter, remake del brano realizzato dai Click-B nel 2000. Il primo singolo, dal medesimo titolo, esce il giorno seguente. Il gruppo è inizialmente composto da cinque membri (Subin, Iera, Taeha, Nayeon e Gowoon), ma, a gennaio 2015, la casa discografica comunica che Subin, Iera e Nayeon hanno lasciato il gruppo per concentrarsi sugli studi, e presenta le loro sostitute Seoyul, Daye e Sehyung. A febbraio diventano modelle esclusive di Expedia, e il 9 del mese esce il secondo singolo Because of You, a giugno la loro agenzia lancia sul mercato cinese vari prodotti (come abbigliamento, accessori e cosmetici) a marchio "Berry Good". Il 23 settembre viene pubblicato il terzo singolo My First Love, opera postuma del loro produttore e compositore Joo Tae-young, eseguito in anteprima il 20 settembre all'Hallyu Dream Concert. Vengono prodotti due video musicali, uno dei quali vede come protagonista l'attrice Kim Bo-ra.

### 2016-2017:Very Berry, nuovo membro eGlory

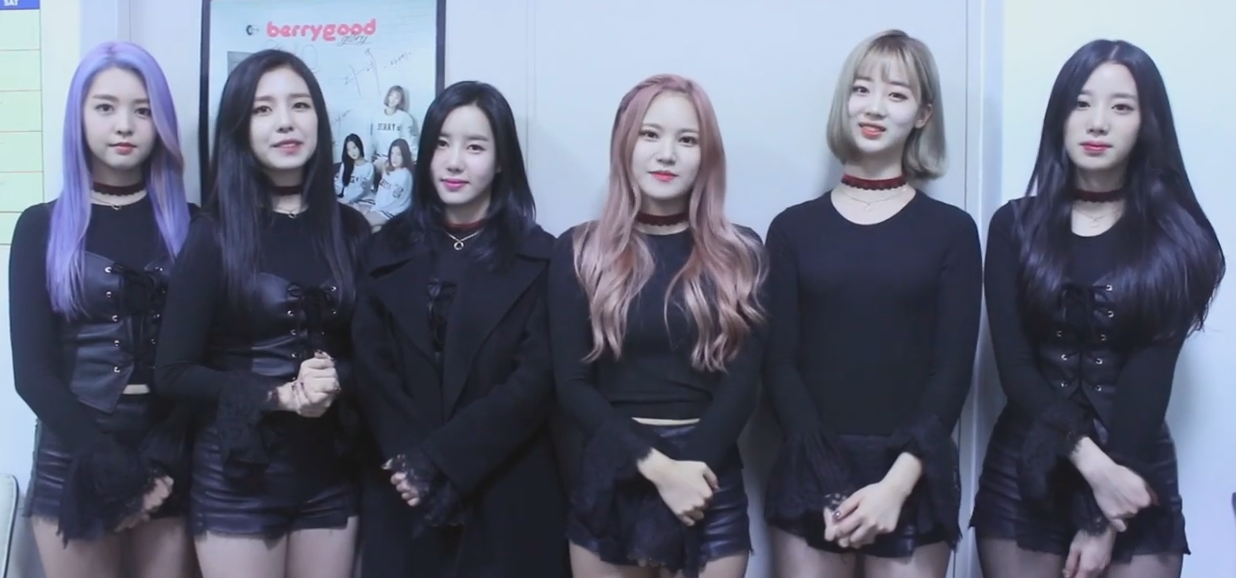
Le Berry Good nel 2016.

L'11 marzo 2016, le Berry Good lanciano un crowdfunding sulla piattaforma Makestar per produrre il loro primo EP, Very Berry, che esce il 20 aprile promosso dall'apripista Angel. Il disco si piazza 23º nella classifica settimanale Gaon degli album, vendendo oltre 1 307 copie da lì alla fine del mese. Il 4 giugno il gruppo si esibisce al Seoul World Cup Stadium durante il Dream Concert, un concerto collettivo che riunisce annualmente diversi artisti K-pop.
Come Very Berry, anche il disco successivo, Glory, è il risultato di un crowdfunding su Makestar: il progetto inizia il 1º settembre allo scopo di realizzare un singolo, ma viene in seguito promosso ad EP. Intanto il gruppo aggiunge un sesto membro, Johyun. Tre delle quattro canzoni dell'EP, incluso l'apripista Don't Believe, vengono eseguite al programma K-poppin' di Arirang Radio un giorno prima dell'uscita, avvenuta il 1º novembre insieme al relativo video musicale. La posizione settimanale massima raggiunta da Glory è la 25, e vende oltre 1 450 copie tra ottobre e novembre.
Un terzo progetto su Makestar viene lanciato il 9 marzo 2017 per finanziare il quarto singolo Bibbidi Bobbidi Boo, commercializzato il 16 aprile. Per promuoverlo, le Berry Good adottano quello che definiscono un "concept delle lavoratrici part-time", dedicandosi a diversi lavoretti tra un impegno e l'altro e devolvendone il ricavato alle persone in difficoltà. Il 9 giugno, eseguono tre canzoni al Thống Nhất Stadium di Ho Chi Minh, Vietnam, in occasione dell'amichevole tra Gangwon e Ho Chi Minh.

### 2018-2021: primo album, uscita di Taeha,Undying Lovee scioglimento
Nel 2018 Taeha, Sehyung e Gowoon formano il sottogruppo Heart Heart, che debutta il 27 aprile con il singolo Crazy, Gone Crazy. Il 16 agosto il gruppo riunito pubblica il primo album in studio Free Travel, che aveva iniziato a registrare l'anno precedente. Lo presentano quello stesso giorno durante uno showcase presso l'Ilji Art Hall di Cheongdam-dong, Seul. Il disco si piazza nella classifica settimanale degli album alla posizione 26 e vende oltre 1 497 copie in due settimane. Dopo aver pubblicizzato l'apripista Green Apple a programmi musicali ed eventi, a metà settembre iniziano ad esibirsi con Mellow Mellow; Sehyung tuttavia interrompe tutte le attività a causa di una frattura alla caviglia. Pur partecipando al singolo This Winter che esce il 15 dicembre, resta in pausa fino al 1º marzo 2019.
Il 30 settembre 2018 le Berry Good volano in Giappone per partecipare al K-fan 2018 Summer Girls Fes nella prefettura di Tochigi insieme ad altri tre gruppi femminili. In seguito continuano con le attività sul suolo nipponico: il 18 ottobre tengono il loro primo concerto solista al Shinjuku Blaze di Tokyo, mentre il 18 e il 19 aprile 2019 si esibiscono con lo show "Spring Days with Berry Good" all'Azalea Taishou Hall di Osaka. Daye non partecipa al terzo EP Fantastic per motivi di salute, e non appare più con il gruppo neanche in seguito. Il disco esce il 25 maggio 2019, e quel giorno stesso il gruppo inizia a promuovere il brano apripista Oh! Oh! ai programmi musicali sudcoreani, iniziando da Show! Eum-ak jungsim. Il 27 maggio Taeha annuncia la sua uscita dalle Berry Good in seguito alla scadenza del suo contratto con l'agenzia, e le attività promozionali di Fantastic vengono pertanto sospese. Il disco appare nella Gaon Chart settimanale in posizione 38.
Nel corso dell'anno e mezzo successivo, i membri del gruppo si dedicano a trasmissioni televisive e colonne sonore per alcuni drama, e il 5 novembre viene pubblicato il sesto singolo Accio, che eseguono insieme a Oh! Oh! il 22 novembre al concerto collettivo virtuale Dear TMRW. Il pezzo anticipa il quarto EP Undying Love, pubblicato il 19 gennaio insieme al video dell'apripista Time for Me. Il 22 febbraio, Gowoon e Seoyul lasciano il gruppo alla scadenza del loro contratto. Il 12 maggio 2021, la JTG Entertainment annuncia la propria fusione con la Starweave Entertainment e il conseguente scioglimento delle Berry Good.

## Immagine e stile musicale
Le Berry Good non hanno un'immagine di base prefissata, bensì viene cambiata di volta in volta che esce un disco. Il gruppo ha iniziato la carriera con tracce di genere dance, prima di pubblicare la prima ballata My First Love nel settembre 2015. Per promuovere Don't Believe nel novembre 2016, hanno subito un cambio di stile e di concept per spogliarsi dell'immagine fanciullesca, pulita e pura degli inizi, aggiungendo elementi di EDM e tropical house alla loro musica.

## Formazione

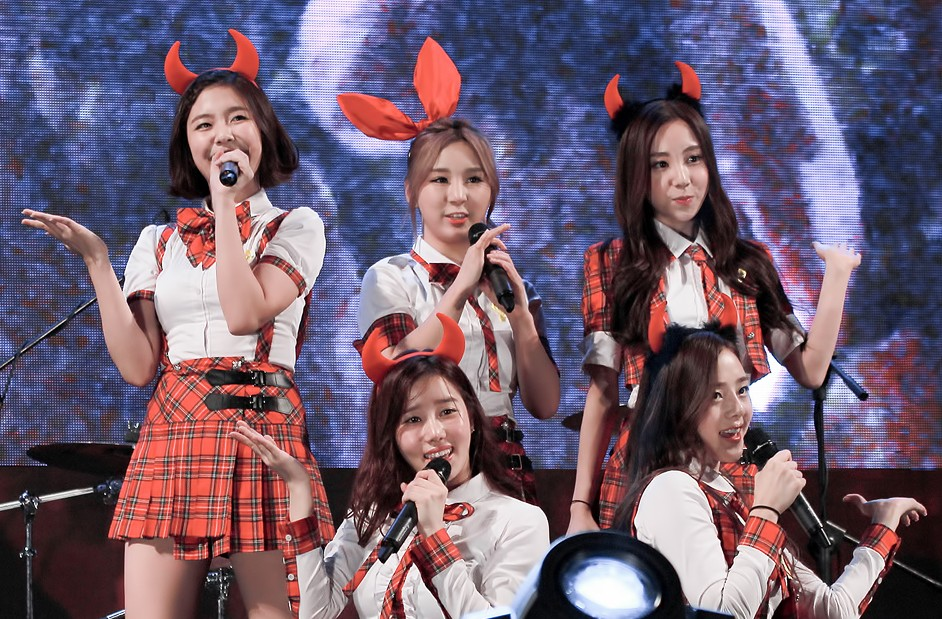
Prima formazione. In piedi, da sinistra: Gowoon, Nayeon, Iera. In ginocchio: Taeha (sinistra) e Subin (destra)

- Kim Su-bin – rap (2014-2015)
- Iera – rap (2014-2015)
- Kim Na-yeon – voce (2014-2015)
- Daye – voce, rap[59] (2015-2019)
Nata Kim Hyeon-jeong a Seul il 25 febbraio 1998,[60][61] ha deciso di diventare cantante vivendo con la nonna, che conosceva il trot,[62] e prima di debuttare ha seguito un anno di formazione come idol.[63] Si è diplomata alla School of Performing Arts Seoul nel febbraio 2017,[64] dopodiché si è iscritta alla Facoltà di Telecomunicazioni e Intrattenimento della Dongduk Women's University.[65] Daye ha scritto il testo di Fall in Love dal secondo EP Glory.[66] Ha un fratello minore.[60]
- Taeha – leader, voce[67] (2014-2019)
Nata Yoo Joo a Gwangju il 5 ottobre 1995,[60][61] figlia unica di una famiglia benestante, è cresciuta a Pusan.[68] Ha iniziato da piccola a suonare il piano e a partecipare ai musical durante le scuole elementari. Alle superiori è stata voce in una band che si esibiva a festival ed eventi di discreto successo; in seguito si è interessata al foxtrot e alla musica tradizionale coreana, studiando trot e pansori.[69] È entrata nell'industria dello spettacolo nel 2008, quando è stata scoutata durante le audizioni per una scuola di musica; ha iniziato a studiare canto e ballo, e a lavorare come modella per le uniformi scolastiche nel 2012 sotto la Dream Tea Entertainment.[70][71][72] Si è diplomata alla School of Performing Arts Seoul.[73] Nel 2018 ha cantato Couple per la colonna sonora della serie Gat-i sallae-yo?[74] e ha partecipato al progetto discografico D-DAY 24/7 Project con il brano You&You.[75] Nel 2019 ha eseguito Because of You come tema musicale di Bikyeora unmyeong-a.[76]
- Gowoon – voce[60] (2014-2021)
Nata Moon Yu-jeong a Seongnam il 28 dicembre 1998.[60][61][77] Si è diplomata alla School of Performing Arts Seoul nel febbraio 2017[64][73] e successivamente si è iscritta alla Facoltà di Telecomunicazioni e Intrattenimento della Dongduk Women's University.[65] Gowoon ha scritto il testo di My Day dal primo album Free Travel,[78] e sempre nel 2018 ha cantato The Magic per la colonna sonora della serie Manyeo-ui sarang[79] e Close to You per Seollemju-uibo,[80] mentre nel 2020 Shine My Life per Changnanhan nae insaeng.[81] Il 20 febbraio 2021 pubblica il suo primo singolo da solista My Diary Episode 1: City Lights.[82]
- Seoyul – voce[83] (2015-2021)
Nata Seo Yu-ri a Pusan il 26 novembre 1997,[60][61] è la sorella minore di Yuna delle AOA[61] e nel 2013 è arrivata terza a The Voice Kids Korea.[84] Durante il periodo scolastico ha fatto parte di una band come voce[85] e si è diplomata alla School of Performing Arts Seoul nel febbraio 2016.[86] Seoyul ha cantato un brano solista, Can I Dream Again..., per il primo album del gruppo, Free Travel.[78] Nel 2019 ha partecipato al progetto discografico D-DAY 24/7 Project con il brano A Slow Coming Winter.[87]
- Kang Se-hyung – voce, rap[85][88] (2015-2021)
Nata a Seul il 13 dicembre 1998,[60][61] prima di debuttare ha seguito sei mesi di formazione come idol.[89] Ha frequentato la scuola elementare di Bukgajwa-dong, la scuola media della Ewha Womans University e si è diplomata alla School of Performing Arts Seoul nel febbraio 2017,[60][64] dopodiché si è iscritta alla Facoltà di Telecomunicazioni e Intrattenimento della Dongduk Women's University.[65] Nel gennaio 2020 ha ottenuto il ruolo della protagonista nella webserie Gwisin-gwa sansanda.[90]
- Johyun – rap (2016-2021)
Nata Shin Ji-won a Seongnam il 14 aprile 1996,[22][60] inizia a praticare short track da giovane, e nel 2006 vince il nono Torneo Nazionale di Short Track e Pattinaggio di Velocità nella categoria 500m donne frequentanti la terza e la quarta elementare, finché in prima media un infortunio le impedisce di proseguire la carriera agonistica;[91] dopodiché si trasferisce all'estero a studiare.[92] Diventa un'apprendista idol nel 2013.[91] Ha studiato alla Facoltà di Telecomunicazioni e Intrattenimento della Dongduk Women's University.[60]

Sottogruppi
- Heart Heart: Taeha, Sehyung, Gowoon

## Discografia

### Album in studio
- 2018 – Free Travel

### EP
- 2016 – Very Berry
- 2016 – Glory
- 2019 – Fantastic
- 2021 – Undying Love

### Singoli
- 2014 – Love Letter
- 2015 – Because Of You
- 2015 – My First Love
- 2017 – Bibbidi Bobbidi Boo
- 2018 – Crazy, Gone Crazy (delle Berry Good Heart Heart)
- 2018 – This Winter
- 2020 – Accio

### Colonne sonore
- 2015 – The Only Love (Eomeonim-eun nae myeoneuri, Gowoon)[93]
- 2016 – Have Strength (Sarang-eun bang-ulbang-ul, Taeha, Seoyul, Daye, Sehyung e Gowoon)[94]
- 2016 – Hello (Uri Gap-soon-i, Taeha, Seoyul, Daye, Sehyung e Gowoon)[95]
- 2017 – I Love You (Dodungnom, dodungnim, Seoyul, Daye, Sehyung e Gowoon)[96]
- 2018 – Vamos (Ttaenppogeolju, Seoyul, Daye e Gowoon)[97]
- 2019 – Well Come to the Bom (Bom-i ona bom, Taeha, Seoyul e Gowoon)[98]

## Videografia
- 2014 – Love Letter
- 2014 – Love Letter (Acoustic Ver.)
- 2015 – Because of You
- 2015 – Because of You (Acoustic Ver.)
- 2015 – My First Love
- 2015 – My First Love (Kim Bo-ra Ver.)
- 2016 – Angel
- 2016 – Don't Believe
- 2017 – Bibbidi Bobbidi Boo
- 2018 – Crazy, Gone Crazy (Berry Good Heart Heart)
- 2018 – You&You (Taeha)
- 2018 – Green Apple
- 2018 – Mellow Mellow
- 2019 – A Slow Coming Winter (Seoyul)
- 2019 – Oh! Oh!
- 2020 – Accio
- 2020 – Accio (Performance ver.)
- 2021 – Time for Me
- 2021 – Time for Me (Performance ver.)

## Filmografia
- Level Up (레벨업?, Reber-eopLR) – serie TV, episodi 2, 8-9 (2019)[99]
- Geunom-i geunom-ida (그놈이 그놈이다?) – serie TV, episodio 1 (2020)[100]

## Riconoscimenti
- Asia Artist Award
  - 2019 – Candidatura Premio popolarità Starnews (gruppi femminili)[101]
- LBMA STAR Award
  - 2017 – Premio stella nascente[102]